# Jacques Laudy
Jacques Laudy (Schaarbeek, 7 april 1907 - België, 28 juli 1993) was een Belgisch stripauteur en kunstschilder. Hij was een van de eerste tekenaars en mede-oprichter van het weekblad Kuifje samen met Hergé, Edgar P. Jacobs en Paul Cuvelier. Zijn bekendste stripreeks is Hassan en Kaddoer.

## Carrière
Laudy kwam uit een artistieke familie, zijn vader was de kunstschilder Jean Laudy en zijn moeder Hélène Dumoulin schilderde landschappen. Hij groeide net als Hergé op in Sint-Pieters-Woluwe. Laudy studeerde aan de Koninklijke Academie voor Schone Kunsten van Brussel, waar hij onder meer les kreeg van Constant Montald. Laudy werd beïnvloed door onder meer Arthur Rackham, Anton Pieck, Louis Buisseret en Alfred Moitroux. Tijdens zijn studie raakte hij bevriend met Jacques Van Melkebeke en Edgar Pierre Jacobs. De laatste baseerde zich voor zijn karakters uit Blake en Mortimer, Francis Blake en Philip Mortimer, op zijn beide vrienden: Laudy voor Blake en Van Melkebeke voor Mortimer.
Aan het einde van de jaren twintig van de 20e eeuw raakte Laudy, geïnspireerd door de verhalen van Sir Walter Scott, geïnteresseerd in Schotland en bekwaamde zich tot restaurateur van doedelzakken. In 1948 gaf Willy Vandersteen Laudy een cameo in Het Spaanse spook door hem op te voeren als een doedelzakspeler wiens doedelzak onder hem weg werd geschoten terwijl hij blijft doorspelen.

### Stripwereld
Laudy's carrière in de stripwereld begon in 1940 in de bladen Pro Juventute en Bravo! waarvoor hij voornamelijk illustraties leverde. Het was ook Laudy die Jacobs naar de stripwereld haalde door hem te introduceren aan de editor Jean Dratz. Laudy's eerste strips waren Les Aventures de Bimelabom et Chibiche (1944-1946) en Gust le Flibustier (1946-1948). Na de bevrijding publiceerde hij in het Vlaamse tijdschrift ABC de strip Trotsarts de moedige ridder (1944-1945), in Le Petit Monde, de strip Buonamico voor Grand Coeur en de strip Pietje Bovenkast voor Graphica.

### Kuifje weekblad
In 1946 werkte Laudy mee aan de oprichting van de Belgisch editie van Tintin/Kuifje. Hij maakte onder meer een stripversie van de Vier Heemskinderen (Les Quatre Fils Aymon, 1946-1947) en van Walter Scotts boek over de volksheld Rob Roy (1947-1948).
Laudy werd het bekendst met zijn strip Hassan en Kaddoer over twee Arabische straatjongens die hij begon in 1948. Hij tekende zes verhalen die in Tintin werden gepubliceerd tot 1962. Het scenario van de eerste twee verhalen was van Jacques Van Melkebeke onder het pseudoniem J. Alexander.
Laudy tekende in 1952 onder meer een strip gebaseerd op de roman David Balfour van Robert Louis Stevenson op scenario van Yves Duval. Voor het Kuifje-weekblad tekende hij ook reclamenstrips, bijvoorbeeld voor pennen en inkt (1947), chocolade (Monsieur Cotdor, 1949-1951) en fietsen (1949-1951).

### Ons Volkske
Tussen 1951 en 1956 maakte Laudy een strip met silhouetfiguren voor het Vlaamse blad Ons Volkske. Ook publiceerde hij af en toe historische verhalen tussen 1956 en 1965 in de krant Le Soir. Verder werkte Laudy onder meer voor Petits Belges/Tremplin (L'Histoire comique de Charles Quint, 1954-1955) en bewerkte hij Belgische volksverhalen (1956-1958), die in 1987 werden herdrukt in de krant La Libre Belgique.

### Vanaf 1962
Laudy had altijd zijn eigen visie op strips en was niet zo rechtlijnig als Hergé. In 1962 verliet hij de stripwereld en ging zijn tijd besteden aan schilderen, vooral van portretten, en het repareren van doedelzakken.
In 1974 ontving Laudy voor zijn hele oeuvre de Prix Saint-Michel. In 1991 werd hij benoemd tot Ridder in de Orde van Leopold en later tot baron door koning Boudewijn.
In 1992 hield het Belgisch Stripcentrum een grote overzichtstentoonstelling van zijn werk.
In 1993 kwam postuum zijn boek Het rijk van Edgar J. uit, waarin Laudy vertelt over zijn leven.
Laudy's stripverhalen werden pas vanaf de jaren zeventig van de 20e eeuw in albumvorm uitgegeven.